# Tonga na Letnich Igrzyskach Olimpijskich 1988
Reprezentacja Tongi na Letnich Igrzyskach Olimpijskich 1988 liczyła 5 osób (wyłącznie mężczyźni).

## Skład kadry

### Lekkoatletyka
Mężczyźni
- Peauope Suli

100 metrów - odpadł w eliminacjach
200 metrów - odpadł w eliminacjach
Kobiety
- Siololovau Ikavuka

Pchnięcie kulą - 25. miejsce
Rzut dyskiem - 21. miejsce

### Boks
- Filipo Palako Vaka - waga średnia - 17. miejsce
- Sione Vaveni Taliaʻuli - waga lekkociężka - 9. miejsce
- Tualau Fale - waga ciężka - 9. miejsce